# فریبرز انصاری
فریبرز انصاری (زادهٔ ۱۳۳۸ در ممسنی - درگذشته ۲۶ آبان ۱۳۹۸) نمایندهٔ حوزهٔ انتخابیهٔ ممسنی در دورهٔ پنجم مجلس شورای اسلامی بوده‌است.